# 後藤茂夫
後藤 茂夫（ごとう しげお、1950年（昭和25年）1月24日 - ）は、栃木県芳賀郡益子町の益子焼の陶芸家である。
窯元の名は「獅子吼窯（ししくがま）」。
益子で登り窯を焚き、飴釉や鉛釉や白釉、炭化や塩釉など、様々な手掛けた陶芸技法を手掛けた陶芸家である。

## 経歴
1950年
（昭和25年）1月24日、栃木県那須郡那須町に生まれる。
栃木県立宇都宮工業高等学校に入学するが、すぐに「間違って入学してしまった」と気が付いた。実習では部品をうっかり壊してしまうなど器用で無く、そもそも機械に興味が無かった。当然、授業も面白くなかった。
そんな時、下野新聞の「須恵の丘」という記事を読んで、益子焼と「益子」を知った。
高校一年生の頃、学校の休みを使って、宇都宮市から益子町まで自転車で行った。益子の窯元を見て回った。陶土の匂いも嗅いだ。道路を工事したばかりの道に陶器の破片が敷き詰めてあった。後藤はとても感動した。この日から生活が成り立つのか全くわからなかったが、「焼き物屋」になることを決めた。
宇都宮工業高校を卒業してから1年後の1969年
（昭和44年）、益子町にある「栃木県窯業指導所」（現在の「栃木県産業技術センター 窯業技術支援センター」）に第1期伝習生として入所した。翌年1970年（昭和45年）に伝習所を卒業後、当時益子にいた陶芸家の安田猛の下で1年間修業した。
その後、三村陶苑の好意で三村北土窯の窯を借りたりするなど、1年間くらいぶらぶらと、益子のあちこちの窯元を手伝いながら、展覧会などを鑑賞し、様々な陶芸家の仕事を良く観た。この時期の後藤を三村陶苑で見た後輩陶芸家は、轆轤を挽く集中した静かな佇まいの後藤が後々も目に焼き付いていたという。
そして1972年（昭和47年）に陶歴3年で窯を築き独立した。
3畳の居間と土間だけの小屋と登り窯。小さな窯であり貧しくもあったが、それでも嬉しかった。十分やっていけると思っていた。しかし実際には何も出来なかった。窯を焚いても思うような作品は出来なかったし、戸惑いながらも必死に作陶活動に勤しんだ。
初めの頃は飴釉が好評だった。白釉の作品も作陶した。その内に塩釉に挑むようになっていった。炭化の作品も手掛けた。窯から作品を出した時、登り窯が持つ無原則性が生み出す面白さを楽しむようになった。そして品格の高い洗練された形を作るべく「形の追求」が重要な課題になっていった。
そして自分の窯を「獅子吼窯（ししくがま）」と名付けた。「獅子吼」を文字通り解釈すれば「百獣の王である獅子が吼える様」となるが、本来の意味として、仏教用語で「仏の説法」という意味と、「真理や正道を説く」という意味を持つ語である。陶芸も真理探究の1つの道であり、正しい道を求める僧侶のように、陶芸にその本道を求めた後藤は、自負と自戒を込めてその名を付けた。
後年、同じく益子焼の陶芸家となった長男の竜太と共に、「獅子吼窯」でギャラリー兼陶器販売を営み、少人数対応の陶芸教室を開いたり、陶芸教室の講師を担当したこともあった。

## 家族
- 長男・後藤竜太[21][22][23][24][25][26]

：1983年（昭和58年）、後藤茂夫の長男として益子町に生まれる。2001年（平成13年）、「栃木県窯業指導所」（現・「栃木県産業技術支援センター 窯業技術支援センター」）伝習科を修了し、翌2002年（平成14年）、同センター研究科を修了する。翌年の2003年（平成15年）より5年間、益子焼の陶芸家であり「人間国宝」であった島岡達三に師事し、「島岡達三最晩年の愛弟子」と謳われた。2008年（平成20年）の1年間、島岡の窯元である「島岡製作陶所」に勤務した後、翌2009年（平成21年）、益子町で独立。父・茂夫の窯元「獅子吼窯」の、父の工房で作陶活動を始める。益子の土を使い、深く吸い込まれるような黒釉を中心に、飴釉、灰釉、海鼠釉、塩釉を用いて、重厚に見えながらも手に持つと軽く、ふっくらとした柔らかいフォルムを持つ器を作陶している。